# Antonio López Herranz
Antonio López Herranz (4 de maig de 1913 - 29 de setembre de 1959) fou un futbolista.

## Trajectòria
Fou jugador del Reial Madrid CF. Durant la guerra civil marxà a Mèxic per jugar al Club América. La temporada 1940-41 jugà a l'Hèrcules CF a primera divisió.
A continuació retornà a Mèxic, on fou entrenador i formà part de l'equip mexicà a la Copa del Món de 1954 i 1958.